# Калиманско езеро
Калиманското езеро (на македонска литературна норма: Калиманско Езеро) е язовир в Северна Македония.

## Местоположение
Разположен е в североизточната част на страната, на мястото на вливане на Каменица в Брегалница, на 3 km северно от село Калиманци и южно от град Каменица.

## Данни
Язовирната стена е каменно-насипна с глинено ядро. Висока е 92 m и дълга 240 m. Езерото има дължина 14 km и ширина 0,3 km, а максималната му дълбочина достига 80 m. То обхваща площ от 4,23 km2 и акумулира 127 000 000 m3 вода. Основното предназначение на езерото е да напоява около 28 000 хектара, предимно оризови площи в Кочанската котловина, но също така и част от обработваемата земя в Овче поле. Изградени са два канала, от които десният е дълъг 98 km и носи вода до Овче поле, а левият е дълъг 36 km и напоява площите в Кочанското поле. Излишната вода се използва за производство на електроенергия чрез малка водноелектрическа централа с инсталирана мощност 13,8 MW.

## Калата
На рида Калата, който след създаването на язовира е полуостров (зиме) или остров (лете) има останки от голям късноантичен и средновековен укрепен град, който е бил епископско седалище.